# Fu-si
Fu-si (čínsky pchin-jinem Fúxī, znaky 伏羲) je mytologický čínský císař a vynálezce, který podle čínského tradičního dějepisectví údajně vládl v letech 2852–2737 př. n. l.
Jde o legendární postavu. Patří k tzv. Třem vznešeným, tedy třem polobožským vládcům, kteří měli mít zázračné schopnosti a darovali lidstvu základní vynálezy a kulturní objevy. Fu-si měl vládnout 115 let a dožít se 197 let. Čínská tradice Fu-simu připisuje vynález čínského písma (jiným legendárním tvůrce čínského písma je Cchang-ťie), kalendáře, vaření, domestikace zvířat, rybaření se sítěmi a lovu zvířat s pomocí pastí.
Během jeho vlády byly údajně uvedeny do života praktiky akupunktury. Sám vyrobil devět typů jehel pro dané léčebné účely. Dále sestavil osm trigramů tzv. pa-kua, tedy osm základních znaků a zároveň elementů vesmíru, jež se staly podkladem knihy I-ťing, jedné z knih konfuciánského kánonu.
Z mytologického hlediska Fu-si značil přechod od matriarchátu k patriarchátu. Před ním měla vládnout jeho sestra Nüwa, společnost v její době měla zůstávat primitivní a lidé nevěděli, že k početí dítěte je třeba muž, příchod dítěte byl považován za zázrak. Fu-si objevil otcovství, vzal si svou sestru za ženu a založil tak institut manželství.
Na reliéfech z doby Chan se oba objevují jako dva navzájem propletení hadi, přičemž Fu-si drží v ruce úhelník jako symbol kreativity a rozumu. Byl též zobrazován s dračím tělem, což může mít význam mytologický, ale podle některých antropologů by to mohlo značit – pokud by byl reálnou postavou – i to, že pocházel z kmene, který uctíval draka.
Jeho hrob se nachází ve městě Ťi-ning, v provincii Šan-tung. Každý rok, 3. března lunárního kalendáře, se zde konají oslavy a pouť k uctění Fu-siho památky.